# Kanton Brest-4
Der Kanton Brest-4 (bretonisch gleicher Name) ist seit 2015 ein französischer Wahlkreis im Arrondissement Brest, im Département Finistère und in der Region Bretagne; sein Hauptort ist Brest. 

## Geschichte
Der Kanton entstand mit der Neuordnung der Kantone in Frankreich im Jahr 2015 aus Teilen der bisherigen Kantone Brest-Cavale-Blanche-Bohars-Guilers und Brest-L’Hermitage-Gouesnou.

## Lage
Der Kanton liegt im Nordwesten des Départements Finistère. 

### Kanton Brest-4
Der Kanton besteht aus vier Gemeinden und Teilgemeinden mit insgesamt 35.953 Einwohnern (Stand: 1. Januar 2022) auf einer Gesamtfläche von 52,59 km²:
| Gemeinde       | Bretonisch  | Einwohner (2022) | Fläche (km²) | Code postal | Code Insee |
| -------------- | ----------- | ---------------- | ------------ | ----------- | ---------- |
| Bohars         | Boc'harzh   | 3.671            | 7,27         | 29820       | 29011      |
| Brest          | Brest       | 17.649           | 14,26        | 29200       | 29019      |
| Gouesnou       | Gouenoù     | 6.412            | 12,08        | 29850       | 29061      |
| Guilers        | Gwiler-Leon | 8.221            | 18,98        | 29820       | 29069      |
| Kanton Brest-4 | Brest-4     | 35.953           | 52,59        | -           | 2904       |

1. ↑  Nur der nordöstliche Teil der Gemeinde, der Rest verteilt sich auf die Kantone Brest-1, Brest-2, Brest-3 und Brest-5.

## Politik
Im 1. Wahlgang am 22. März 2015 erreichte keines der vier Wahlpaare die absolute Mehrheit. Bei der Stichwahl am 29. März 2015 gewann das Gespann Véronique Bourbigot/Pierre Ogor (beide Union de la droite) gegen Pascale Mahe/Koffi Yao (beide PS) mit einem Stimmenanteil von 51,29 % (Wahlbeteiligung:48,72 %).
| Vertreter im conseil général des Départements | Vertreter im conseil général des Départements | Vertreter im conseil général des Départements |
| Amtszeit                                      | Name                                          | Partei                                        |
| --------------------------------------------- | --------------------------------------------- | --------------------------------------------- |
| 2015–2021                                     | Véronique Bourbigot Pierre Ogor               | LR DVD                                        |
| 2021–                                         | Véronique Bourbigot Pierre Ogor               | LR DVC                                        |